# Happy Endings (2005)
Happy Endings ist ein US-amerikanischer Spielfilm von Don Roos, der nicht nur Regie führte, sondern auch das Drehbuch schrieb, aus dem Jahr 2005. Die Hauptrollen des Films sind mit Tom Arnold, Jesse Bradford, Bobby Cannavale, Steve Coogan, Laura Dern, Maggie Gyllenhaal, Lisa Kudrow und Jason Ritter besetzt. Die Handlungsstruktur des Films führte zur Prägung des Begriffs Hyperlink-Kino durch Alissa Quart in ihrer Rezension dieses Films für die Zeitschrift Film Comment.
Der Ausdruck „Happy Endings“ ist eine umgangssprachliche Bezeichnung für das Angebot sexueller Entspannung für einen Kunden am Ende einer Massage.

## Handlung
Der Film spielt in Los Angeles und erzählt in drei großen Geschichten, die wiederum verknüpft sind mit sieben anderen Schicksalen, von den Unwägbarkeiten des Lebens und der Liebe. Auch für tragische oder seltsame Verwicklungen gibt es manchmal ein unerwartet glückliches Ende. Die Geschichten werden durch die hetero- und homosexuellen Hauptcharaktere miteinander verknüpft.
Die erste Geschichte handelt von Mamie Toll, die als Psychologin in einer Abtreibungsklinik arbeitet. Toll bietet nicht nur Beratung an, sondern beurteilt auch die geistige Gesundheit der jeweiligen Frau und genehmigt oder lehnt Anfragen potenzieller Patientinnen nach dem Angriff ab. Es wird lanciert, dass die Psychologin im Alter von siebzehn Jahren ebenfalls eine Schwangerschaft abgebrochen habe. Das ist nun neunzehn Jahre her. Dass es anders war, könnte allein Tolls Stiefvater bestätigen, der inzwischen jedoch verstorben ist. Er drängte die junge Frau damals, das Baby auszutragen und zur Adoption freizugeben. Das ist dann auch geschehen. Als Mamie Toll von dem aufstrebenden Dokumentar-Filmemacher Nicky Kunitz angesprochen wird, der behauptet, ihren inzwischen erwachsenen Sohn zu kennen und von dessen Schicksal zu wissen, weiß sie erst einmal nicht, wie sie reagieren soll. Er erklärt Mamie, dass er gern einen Film darüber drehen würde, wie Mamie und ihr Sohn sich gegenseitig „entdecken“. Der Film soll seine Bewerbung für ein Stipendium beim AFI unterstreichen. Mamie möchte jedoch aus verschiedenen Gründen ihre Geschichte nicht auf der Kinoleinwand sehen. Dabei spielt auch eine Rolle, dass der biologische Vater des Kindes immer noch in ihrem Leben präsent ist und nichts davon weiß, dass Mamie seinen Sohn zur Welt gebracht hat. Mamie würde gern wissen, wer ihr Sohn ist, Nicky möchte diese Information aber nur dann preisgeben, wenn sie dem geplanten Dokumentarfilm zustimmt. Mamie Toll hofft nun auf die Hilfe ihres Freundes Javier Duran, eines mexikanischen Immigranten. Mamie schlägt ihm als Alternative vor, Javiers Geschichte, die eines illegal eingewanderten Massagetherapeuten, der darauf spezialisiert sei, Frauen Happy Ends zu bescheren, zu erzählen. Es erweist sich jedoch, dass das Leben von Mamie, Nicky und Javier eine ungewöhnliche Wendung nimmt.
In der zweiten Geschichte erfährt man, dass Mamies Stiefbruder Charley Peppitone der biologische Vater ihres Kindes ist. Beide hatten nach der Eheschließung von Mamies Mutter und Charleys Vater eine sehr kurze sexuelle Beziehung. Charleys sei sich dann aber schnell seiner homosexuellen Neigung bewusst geworden. Charley wiederum ist in einer Langzeitbezeihung mit Gil Palmer, einem Architekten. Charley leitet das letzte noch existierende Restaurant einer einstigen Restaurantkette, das er und Mamie vom Vater geerbt haben. Charley und Gil sind beste Freunde von Gils Hochschulfreundin Pam Ferris und deren aktueller Partnerin Diane. Die beiden Frauen hatten Gil einmal gebeten, der Samenspender für ein von ihnen gewünschtes Kind zu sein. Letztendlich soll Pams Befruchtung dann aber mit Samen aus einer entsprechenden Samenbank erfolgt sein. Inzwischen haben sie den zweijährigen Sohn Max. Charley glaubt allerdings, dass das Kind aus Gils Samenn entstanden ist. Um seine Überzeugung zu untermauern, versucht er Beweise dafür zusammenzutragen.
In Geschichte drei arbeitet der zweiundzwanzigjährige Otis McKee in Charleys Restaurant. Nebenher spielt er in einer Band, ohne der beste Schlagzeuger oder Backgroundsänger zu sein. Was er nicht weiß ist, dass Otis’ reicher Vater Frank die Band großzügig unterstützt und immer bereit ist finanziell da zu sein, wenn die Bandmitglieder einen Wunsch äußern. Otis hält vor seinem Vater geheim, dass er heimlich in Charley verknallt ist, da er fürchtet, dass sein Vater das missbilligen werde. Da die Band dringend einen Sänger oder eine Sängerin braucht, engagiert man schließlich Jude, die Otis beim Karaoke-Singen im Restaurant kennengelernt hatte. Jude, eine Opportunistin durch und durch, weiß genau, was sie will. Sie nutzt Otis’ Naivität schamlos aus, um an dessen Vater und vor allem dessen Geld heranzukommen.

## Produktion

### Dreharbeiten, Produktionsnotizen
Die Dreharbeiten starteten am 5. April und endeten am 14. Mai 2004. Die Aufnahmen entstanden in Kalifornien, dabei dienten die Städte Glendale und Los Angeles als Schauplätze. Es hatte 18 Monate gedauert, bis die Finanzierung für diese Produktion gesichert war.
Die Filmproduktion übernahm das Unternehmen Lions Gate Films, das für die USA auch die Verleihrechte erhielt. Für den deutschen Markt erhielt Sony Pictures Home Entertainment die Verwertungsrechte.
Don Roos schrieb die Rolle der Mamie eigens für Lisa Kudrow, mit der er bereits in seinem Film The Opposite of Sex zusammengearbeitet hatte. Ursprünglich sah er vor, dass die Geschichte sich um drei Schwestern drehen sollte. Bevor Maggie Gyllenhall für die Rolle der Jude gecastet wurde, war eigentlich Gwyneth Paltrow für die Rolle vorgesehen. Mit ihr hatte Roos in dem Film Bounce zusammengearbeitet. Ebenfalls im Gespräch war Jennifer Garner. Gyllenhall, die in dem Film singen muss, übernahm das selbst. Ray Liotta, dem man die Rolle des Frank McKee angeboten hatte, lehnte ab.
Die deutsche Synchronisation des Films erfolgte durch die Synchronfirma Scalamedia GmbH, München, Dialogbuch: Dominik Auer, Dialogregie: Peter Woratz.

### Soundtrack
- Dub Latina, Glimpse, Windjammer + Hitch von Joey Burns und John Convertino; Vortrag: Calexico
- Indian Love Song von Mick Turner und Warren Ellis; Vortrag: Dirty Three
- Happy Birthday to You von Mildred J. Hill und Patty Smith Hill; Summy-Birchard Company
- Ain’t We Got Fun, Musik: Richard A. Whiting, Text: Raymond B. Egan und Gus Kahn; Vortrag: Vicki Davis
- La Bamba, traditionelle Weise; Vortrag: Nicole Tocantins
- Honesty von Billy Joel; Vortrag: Magie Gyllenhaal
- Youpi von Ben Bernadi, Alex Bonnie und Julie Bonnie; Vortrag: Kid Loco
- Traveller von Talvin Singh und Cleveland Watkiss; Vortrag: Kid Loco und Talvin Singh
- How Lucky Am I von Dave Georgeff, Jack Polick und Mark Gracious; Vortrag: Maggie Gyllenhaal
- Smokescreen; Vortrag: DJ Greyboy
- A Cry for Love von Paul Arthur Jenkins, Tobias Nathaniel und Joseph Plummer; Vortrag: The Black Heart Procession
- Over Your Shoulder von Joey Burns; Vortrag: Calexico
- Old Man Waltz und Sprawl von John Convertino; Vortrag: Calexico
- Venus in Denim von Jeff P. Duncan; Vortrag: Sugarphonic
- Rude (And Then Some Slight Return) von Mick Turner, Warren Ellis und Jim White; Vortrag: Dirty Three
- I Can’t Wait von Garrison Starr; Vortrag: Maggie Gyllenhaal
- Castillo und Elegante von Hugh Burns; Vortrag: Hugh Burns
- You Are the Same von Heidi Shink und Caitlin Stansbury; Vortrag: Maggie Gyllenhaal
- Last Night (Doesn’t Matter to Me) von Michael Criddell und Dave Georgeff; Vortrag: Ashleigh Darkbloom
- No Stranger than That von Mick Turner, Warren Ellis und Jim White; Vortrag: Dirty Three
- Tropics of Love von Paul Arthur Jenkins, Tobias Nathaniel und Joseph Plummer; Vortrag: The Black Heart Procession
- Just the Way You Are von Billy Joel; Vortrag: Maggie Gyllenhaal
- Mas que nada von Jorge Ben; Vortrag: Astrud Gilberto
- Baila Tú Conmigo von Daniel Indart und J. A. Perez Alvarez; Vortrag: Jesus 'El Niño' Alejandro und Magalis Tars

### Veröffentlichung
Happy Endings feierte seine Premiere am 20. Januar 2005 auf dem Sundance Film Festival und wurde am 21. Juni 2005 auf dem San Francisco International Lesbian and Gay Film Festival, das zum zweiten Mal unter dem Namen Frameline Film Festival startete, aufgeführt Am 15. Juli 2005 lief Happy Endings in den US-amerikanischen Kinos an und war für 63 Tage, bis zum 15. September 2005, in verschiedenen Kinos zu sehen. Am 29. Juli 2005 lief er dann allgemein in den Kinos der USA. In Kanada wurde der Film am 5. August 2005 veröffentlicht
In Brasilien wurde die Komödie am 30. September 2005 auf dem Rio de Janeiro International Film Festival und am 21. Oktober 2005 auf dem São Paulo International Film Festival vorgeführt. In Kasachstan wurde der Film im Oktober 2005 veröffentlicht, in Schweden hatte er im Dezember 2005 DVD-Premiere und in Argentinien und Ungarn im Februar/März 2006 Video/DVD-Premiere. Auf dem London Lesbian and Gay Film Festival im Vereinigten Königreich war der Film am 29. März 2006 erstmals zu sehen. DVD-Premiere hatte er Film in folgenden Ländern  im Jahr 2006: Island, Bulgarien, Spanien, Japan, Portugal, Australien und im März 2007 in Italien. Veröffentlicht wurde der Film zudem in Griechenland, Indien, Polen, Russland, Singapur, Slowenien und im Vereinigten Königreich.
In Deutschland wurde der Film als Direct-to-Video am 28. März 2006 veröffentlicht.

## Rezeption

### Kritik
Der Kritiker Roger Ebert meinte, dass Maggie Gyllenhall als verführerische Goldgräberin allen in diesem Film die Show stehle, denn sie erkenne, dass der schnellste Weg zu einem reichen Vater über seinen schwulen Sohn führe. An anderer Stelle seien Don Roos’ Charaktere in Happy Endings nicht so einnehmend. Der Film selbst scheine durch seine deprimierenden Charaktere entmutigt zu sein und versuche daher, uns mit Untertiteln aufzuheitern. Der Film halte ein gewisses Maß an Intrigen aufrecht und erwache gelegentlich zum Leben, besonders dann, wenn Gyllenhaal oder Arnold beteiligt seien, er sei clever aufgebaut und die Dialoge gut verständlich. Aber dem Film fehle die böse Magie von Roos’ The Opposite of Sex (1998) und Bounce (2000). In beiden Filmen habe es auch zentrale Rollen für schwule Charaktere gegeben, die aber herzlicher und vielschichtiger gewesen seien. In Happing Endings scheine niemand, ob schwul oder hetero, viel Spaß an Sex zu haben, außer dann, wenn man ihn zur Manipulation nutze.
James Berardinelli befasste sich bei ReelViews mit dem Film und meinte Happy Endings sei einer jener Ensemblefilme, in denen mehrere Geschichten parallel erzählt und es gelegentlich Überschneidungen gebe, damit sie nicht unzusammenhängend werden würden. Der Film sei jedoch nicht fesselnd genug, um den Durchschnittszuschauer über seine Gesamtlaufzeit von über zwei Stunden zu fesseln. Zwar greife Roos in diesem Film auf seinen Erfolgsfilm The Opposite of Sex zurück, das gehe allerdings daneben. Der Film wolle lustig sein, rufe aber selten mehr als Lächeln und halbherziges Kichern hervor. Auch wenn es eine Reihe amüsanter und/oder ironischer Momente gebe, seien diese nicht viel wert. Es sei kein schlechter Film, man könne ihn sich ansehen, ohne als Zuschauer übermäßiges Unbehagen zu verspüren. Allerdings würden die einzelnen Teile nicht zusammenpassen und man habe das Gefühl, dass die Verbindung zwischen Mamies Geschichte und Franks Geschichte konstruiert sei, um ein Gefühl des Abschlusses zu vermitteln. Roos’ hätte mehr Zeit auf den Anfang und die Mitte des Films verwenden sollen und weniger auf die Episodenenden.
Manohla Dargis schrieb in der New York Times, dass es möglich sei, dass Maggie Gyllenhaal nie ein großer Star werde, aber es gebe keine amerikanische Schauspielerin im Kino, die mit so viel tief verwurzelter Seele auf der Leinwand zu sehen sei. In Don Roos’ hinterlistig subversivem Film, einem Drama, das sich als leichte Komödie tarne, spiele Frau Gyllenhall Jude, eine Herzensbrecherin, deren kehlige Stimme wie geschaffen für Liebeslieder und Dramen sei. Weiter führte der Kritiker aus, dass Roos das Gespür eines Screwball-Regisseurs für Timing habe und die Liebe eines Autors für wohlgeformte Formulierungen. Zwar neigten Ensembles dieser Größe dazu, schwerfällig oder übermäßig schematisch zu sein, oft auch beides, Roos sei jedoch genug Handwerker und Mainstream-Filmemacher, dass er die Nähte geschickt verberge.
Peter Travers war im Rolling Stone Magazine der Ansicht, dass man es dem Film lassen müsse, dass Tom Arnold hier eine erstklassige schauspielerische Leistung abliefere. Don Roos verstehe es, Angst und komödiantische Inbrunst zu mischen, wie ihm das bereits in The Opposite of Sex so prächtig gelungen sei. Hier sei sein Gespür aber nicht so sicher. Der Film sei ziellos, aber dieses Ziellossein mit dem verschmitzten Roos sei trotzdem ein heikles und gewinnendes Unterfangen.
Ruthe Stein lobte im San Francisco Chronicle SFGate, dass Filmfiguren oft furchtbar blutleer seien, so aber nicht bei Don Roos, er sei ein Autor und Regisseur, dem die verwirrten Seelen, die seine Filme bevölkerten, am Herzen liegen würden. Seine Zuneigung zu ihnen komme auch in seinem neuesten Werk, das äußerst unterhaltsam und sehenswert sei, zum Ausdruck, auch wenn es nicht an The Opposite of Sex heranreiche. Roos trage einen Roman in sich, schrieb Stein, den sie persönlich gerne lesen würde. In einem Ensemble, in dem es nur gute Leistungen gebe, sei Arnold ein herausragender Darsteller. Als Filmschauspieler unterschätzt, breche er einem das Herz als anständiger Kerl.
Völlig anders sah das Ben Kenigsberg von The Village Voice, der feststellte, dass Don Roos, der lange als Neil LaBute light verkauft worden sei, sich dennoch als Liebhaber herzzerreißender Finale erweise. Sein neuer Film sei nach solchen Enden benannt – und, vorgemerkt, auch nach Orgasmen im Massagesalon. Happy Endings sei ein weiterer Magnolia-Misserfolg, ein überlappendes Triptychon, das uns davon habe überzeugen sollen, dass das Leben voller Zufälle sei, die wir mit Ehrfurcht betrachten würden, wenn wir nur genauer hinsehen und sie erkennen könnten.
Carina Chocano wiederum bewertete den Film in der Los Angeles Times mit großer Sympathie und schrieb, sieben Jahre nach The Opposite of Sex, Don Roos’ rabenschwarzem Debütfilm, sei Happing Endings so derb, verlegen, abgestumpft und dennoch bezaubernd optimistisch, wie auch sein zweideutiger Titel vermuten lasse. Ein Großteil des Humors des Films werde aus den schmerzhaften Momenten gezogen, wenn die Charaktere zu ihrem Entsetzen erkennen müssten, dass sie einen großen, irreversiblen, lebensverändernden Fehler gemacht hätten. Chocano stellte die Frage in den Raum, warum es nicht mehr amerikanische Filme wie diesen gebe? Sie meine kluge, unprätentiöse, anspruchsvolle, nicht herablassende und billige.
Moviepilot lobte: „Mutig, urkomisch und mit viel Einfühlungsvermögen erzählt Autor und Regisseur Don Roos (The Opposite of Sex – Das Gegenteil von Sex) eine ausgesprochen originelle Komödie über die Unwägbarkeiten des Lebens und der Liebe, in der verborgene Geheimnisse, verpasste Gelegenheiten und zweite Chancen beweisen, dass das glücklichste Ende häufig völlig unerwartet kommt.“

### Einspielergebnis
Am Eröffnungswochenende spielte die Filmkomödie 240.075 US-Dollar und weltweit 1,3 Mio. US-Dollar ein.

### Auszeichnungen
- 2005 wurde der Film in vier Kategorien für den Satellite Award nominiert:
  - Tom Arnold als Bester Schauspieler in einer Nebenrolle
  - Steve Coogan ebenfalls in der Kategorie „Bester Schauspieler in einer Nebenrolle“
  - der Film selbst in der Kategorie „Bester Film“
  - und eine weitere Nominierung für Don Roos in der Kategorie „Bestes Originaldrehbuch“
- Maggie Gyllenhaal wurde als „Beste Nebendarstellerin“ für den Independent Spirit Award 2006 nominiert.
- Chlotrudis Awards 2006: Nominiert für den Chlotrudis Award in der Kategorie „Beste Ensembleleistung“